# 柳川正秀
柳川 正秀（やながわ まさひで、1999年7月13日 - ）は、日本出身のラグビーユニオン選手。2025年現在ジャパンラグビーリーグワンに参戦する浦安D-Rocksに所属している。リーグワン2023-24からの登録名は『梁正秀』。

## プロフィール
- ポジションはプロップ(PR)[1]。
- 身長 182 cm、体重 114 kg
- 愛称はジョンス。

## 略歴
3歳からラグビーを始めた。
2018年、石見智翠館高校卒業後、大阪体育大学に入る。
2022年、NTTコミュニケーションズ シャイニングアークス東京ベイ浦安に加入。同年5月1日に行われたJAPAN RUGBY LEAGUE ONE第15節スピアーズ船橋・東京ベイ戦にて途中出場で公式戦に初出場した。同年7月、NTT再編に伴う新チーム浦安D-Rocks選手スコッドに選ばれた。
2025年6月、ベルファストRFCに留学。